# Alfred Jodl
Alfred Jodl (Wurzburgo, Imperio alemán; 10 de mayo de 1890 - Núremberg, Alemania ocupada, 16 de octubre de 1946) fue un oficial alemán condenado por los aliados como criminal de guerra  que alcanzó el grado de Generaloberst de la Wehrmacht y ayudante personal de Wilhelm Keitel. Por sus acciones durante la Segunda Guerra Mundial, fue acusado de cuatro cargos en los juicios de Núremberg: conspiración para librar una guerra de agresión, crímenes contra la paz, crímenes de guerra, y crímenes contra la humanidad, y declarado culpable de todos los cargos.

## Biografía
Educado en la escuela de cadetes del ejército de Baviera en Múnich desde 1903, se graduó en 1910, incorporándose el mismo año al ejército como Fähnrich (aproximadamente igual a cadete). En 1913 se casó con Irma von Bullion. Durante la Primera Guerra Mundial combatió en el frente occidental y por poco tiempo en el frente oriental, y resultó herido en dos ocasiones.
Conoció a Adolf Hitler en 1923. El mismo año entró en una universidad en Berlín, estudiando por un año. A continuación fue parte del Estado Mayor de la séptima división en Múnich por ocho años, con una interrupción de un año en el que fue comandante de batería. En otoño de 1932 fue trasladado a un destacamento de la Oficina de Tropas en Berlín. El 1 de julio de 1935 fue nombrado jefe del destacamento "Landesverteidigung" (Defensa Nacional) de la Wehrmacht, que estaba subordinado al ministro de Guerra del Reich. El 19 de julio de 1940 ascendió a general.
Durante la Segunda Guerra Mundial fue jefe del Departamento Superior de Mando (Jefe de Operaciones) en el Oberkommando der Wehrmacht (OKW), siendo consejero de táctica estratégica militar ante Hitler.[cita requerida] «A partir de 1942, dirigió [...] las operaciones contra los aliados occidentales desde el cabo Norte hasta África.» «Aunque su crítica técnica a la conducción general de la guerra empeora su relación personal con Hitler, no cambia su lealtad incondicional.» El 1 de febrero de 1944 ascendió a Generaloberst, o coronel general. El 18 de abril de 1944 murió su primer esposa, Irma. El 7 de abril de 1945 se casó con su segunda mujer, Luise Katharina von Benda.
A la muerte de Hitler Jodl fue efectivamente jefe de Estado Mayor de Karl Dönitz, firmando la capitulación incondicional de Alemania en Reims el 7 de mayo de 1945.

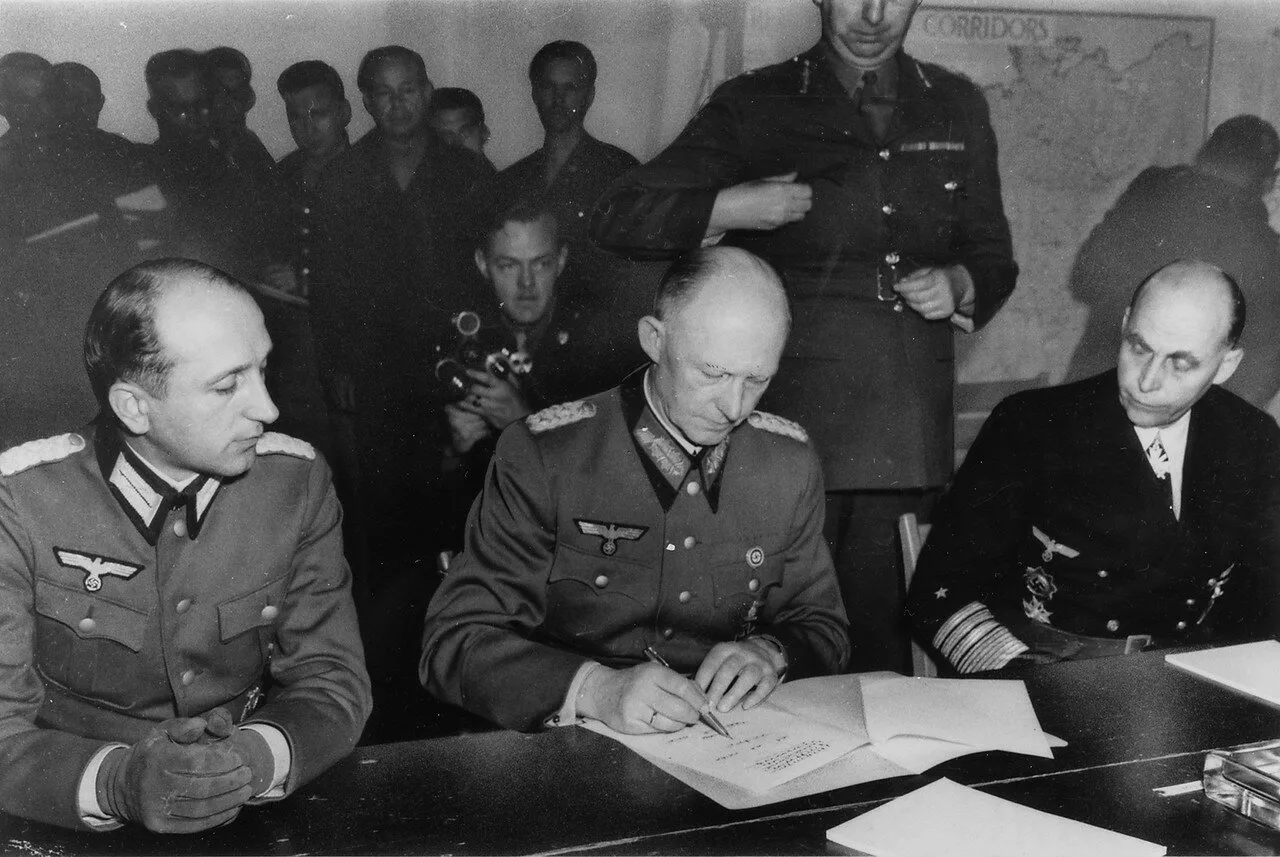
Jodl firmando la rendición de Alemania /07-05-1945)

Detenido por los británicos el 23 de mayo de 1945, fue recluido en el campo de prisioneros de guerra de Flensburg.
Fue acusado de los cuatro cargos negociados en los juicios de Núremberg: conspiración para librar una guerra de agresión, crímenes contra la paz, crímenes de guerra, y crímenes contra la humanidad. Fue declarado culpable de todos los cargos. Participó en la invasión alemana de Polonia de 1939. Jugó un papel clave en todas las campañas militares de Alemania en la Segunda Guerra Mundial, excepto el lanzamiento de la invasión de la Unión Soviética en 1941. Ordenó matar a rehenes. «En Noruega fue responsable de la evacuación forzosa de civiles» y de la quema de sus casas. «Aprobó una orden que preveía la ejecución de civiles enemigos declarados culpables de delitos contra las tropas alemanas sin un juicio militar. Al mismo tiempo aseguraba que las tropas alemanas nunca fueran castigadas si mataban a civiles.»

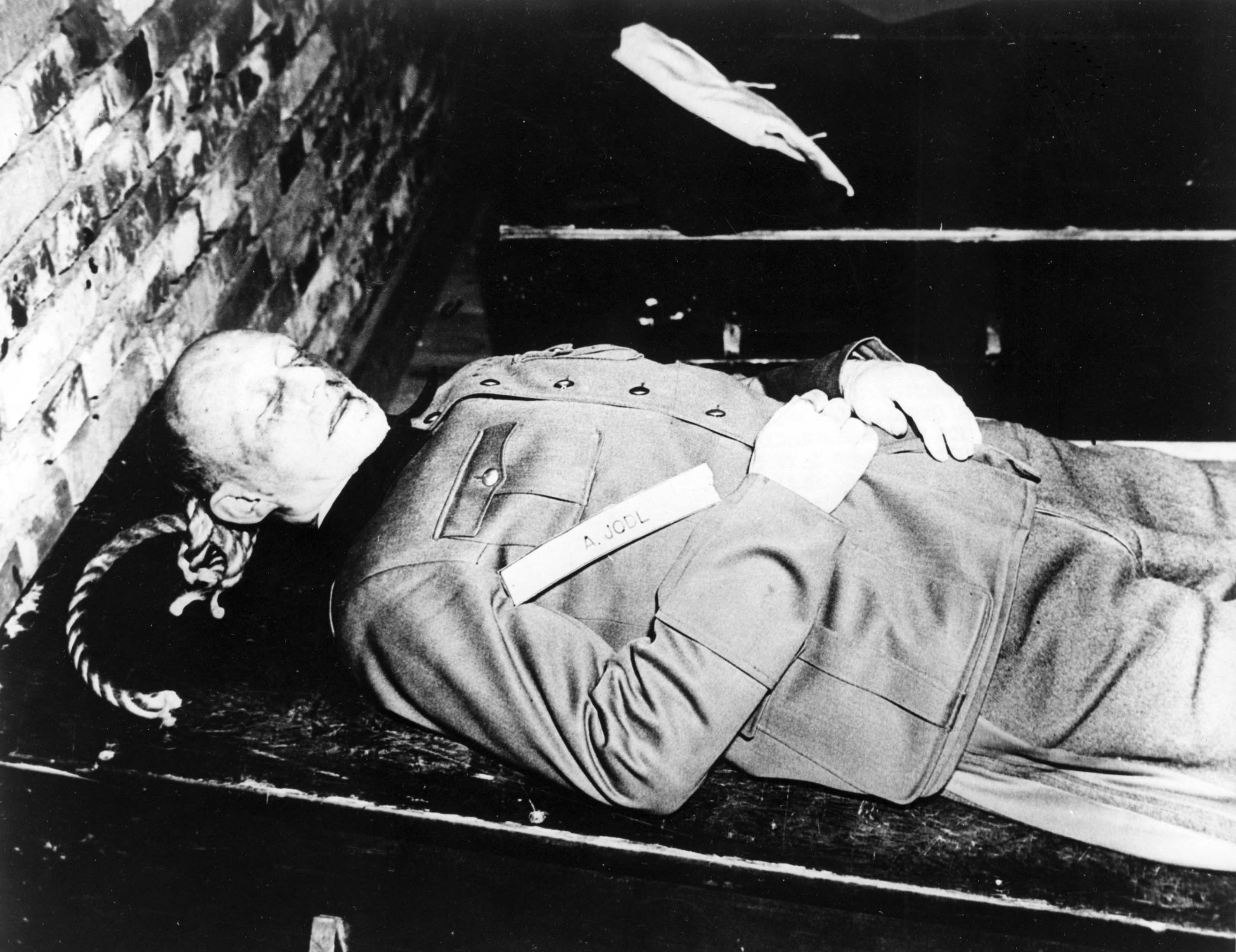
Jodl post ejecución (16-10-1946)

Durante la presentación de pruebas en su contra alegó obediencia debida a sus superiores, pero esto no fue calificado como una atenuante de peso.
Fue ejecutado en la horca el 16 de octubre de 1946.
Luise, la mujer de Alfred Jodl, se había unido ella misma al equipo de defensa de su marido. Posteriormente entrevistada por Gitta Sereny, mientras investigaba para su biografía de Albert Speer, Luise alegó que en muchas ocasiones la fiscalía de los Aliados había lanzado acusaciones contra Jodl basadas en documentos que se negaban a compartir con la defensa. Jodl, sin embargo, demostró que algunas de las acusaciones hechas contra él eran falsas, como la de que ayudó a Hitler a ganar control sobre Alemania en 1933. En una ocasión fue ayudado por un oficinista del ejército estadounidense, que decidió dar a Luise un documento mostrando que la ejecución de un grupo de comandos británicos en Noruega había sido legítima. El militar advirtió a Luise que si no lo copiaba inmediatamente no volvería a verlo.
El 28 de febrero de 1953, revisado su caso fue rehabilitado a título póstumo por un tribunal de desnazificación, que lo declaró no culpable de crímenes contra el derecho internacional. Esta declaración de no culpabilidad fue revocada por el ministro de Liberación Política de Baviera el 3 de septiembre de 1953, tras las quejas de Estados Unidos.

## Condecoraciones
- Cruz de Hierro 2.ª Clase 1914 (Eisernes Kreuz 1914, II. Klasse) – 20 de noviembre de 1914
- Cruz de Hierro 1.ª Clase 1914 (Eisernes Kreuz 1914 I Klasse) – 3 de mayo de 1918
- Broche de la Cruz de Hierro 1939 de 2.ª Clase (1939 Spange zum Eisernen Kreuzes II. Klasse 1914) – 30 de septiembre de 1939
- Broche de la Cruz de Hierro 1939 de 1.ª Clase (1939 Spange zum Eisernen Kreuzes I. Klasse 1914) – 23 Dic 1939
- Broche de oro del NSDAP (Goldenes Parteiabzeichen) – 30 Ene 1943
- Orden de Miguel el Valiente 3.ª Clase (Rumania) Ordinul Mihai Viteazul Clasa 3) – 23 Dic 1943
- Orden de Miguel el Valiente 2.ª Clase (Rumania) Ordinul Mihai Viteazul Clasa 2)  23 de diciembre de 1943
- Placa de herido 1939 en bronce (Verwundetenabzeichen 1939 en bronce) - 20 de julio de 1944
- Cruz de Caballeros de la Cruz de Hierro (Ritterkreuz des Eisernen Kreuzes) – 6 de mayo de 1945
- Hojas de Robles para la RK (Ritterkreuz des Eisernen Kreuzes mit Eichenlaub) – 10 de mayo de 1945
- Medalla de la anexión de Austria (Medaille zur Erinnerung an den 13. März 1938)
- Medalla de Anexión de los Sudetes (Medaille zur Erinnerung an den 1. Oktober 1938)
- Medalla de Servicios de las Fuerzas Armadas de 3.ª Clase 12 años (Wehrmacht-Dienstauszeichnung 3. Klasse, 12 Jahre)
- Medalla de Servicios de las Fuerzas Armadas de 1.ª Clase 25 años (Wehrmacht-Dienstauszeichnung 1. Klasse, 25 Jahre)
- Cruz al Mérito Militar de 3.ª Clase con insignia de guerra de Austria (Österreichisches Militärverdienstkreuz, 3. Klasse mit Kriegsdekoration)
- Orden del Mérito Militar con Espadas 4.ª Clase de Baviera (Militär-Verdienstorden bayerischen König Ludwig II, 4 Klass)
- Medalla del Prinzregent Luitpold (Baviera) (Prinzregent Luitpold-Medaille)
- Insignia Nacional Deportiva Alemana (Sportabzeichen)
- Cruz de Honor de Combatiente del Frente 1914-1918 (Ehrenkreuz für Frontkämpfer)
- Orden de la Libertad de Finlandia, Cruz de 1.ª Clase con Espadas (Suomi Vapaudenristin Suurristi (VR 1 rt mk)